# Cetil-alkohol
A cetil-alkohol, más néven 1-hexadekanol vagy palmitil-alkohol színtelen, szagtalan, viaszos, fehér, szilárd vagy pelyhes anyag. Vízben nem, alkoholban és éterben oldódik. Oxidációval palmitinsavvá alakul.

## Előállítás
Először Michel-Eugène Chevreul állította elő 1817-ben spermaceti hevítésével. A spermaceti az ámbráscet fejüregében található viaszos anyag. (A spermacetit először a cet spermiumának gondolták. Cetus = bálna, acetum = ecet, sav latinul – innen a neve.)
Palmitinsavval alkotott észtere a cetil-palmitát, a spermaceti 10%-át alkotó anyag.
Ma már kőolajból vagy növényi olajból (kókuszolaj, pálmaolaj; innen a palmitil-alkohol név) állítják elő.

## Felhasználás
Kozmetikumokban konzisztencianövelőként, enyhe emulgeáló, illetve nedvességmegkötő tulajdonsága miatt használják. Az emulziókhoz adagolt csekély mennyiségű cetil-alkohol segíti a krémek jobb beszívódását, a bőrfelületet mattítja, ill. receptúrától függően csökkenti a zsíros utóérzetet a bőrön. Bőrsimító, bőrpuhító hatású.
Enyhe emulgeáló tulajdonsága miatt kiegészíti az emulgátorok hatását. Hűtőkenőcsökben a méhviasszal és a cetil-palmitáttal együtt emulgátorként alkalmazzák.

## Hasonló vegyületek
- Palmitinsav

## Fordítás
Ez a szócikk részben vagy egészben  a   Cetyl_alcohol című angol Wikipédia-szócikk fordításán alapul.  Az eredeti cikk szerkesztőit annak laptörténete sorolja fel. Ez a jelzés csupán a megfogalmazás eredetét és a szerzői jogokat jelzi, nem szolgál a cikkben szereplő információk forrásmegjelöléseként.
Ez a szócikk részben vagy egészben  a   Spermaceti című angol Wikipédia-szócikk fordításán alapul.  Az eredeti cikk szerkesztőit annak laptörténete sorolja fel. Ez a jelzés csupán a megfogalmazás eredetét és a szerzői jogokat jelzi, nem szolgál a cikkben szereplő információk forrásmegjelöléseként.
Ez a szócikk részben vagy egészben  a   Michel-Eugène Chevreul című angol Wikipédia-szócikk fordításán alapul.  Az eredeti cikk szerkesztőit annak laptörténete sorolja fel. Ez a jelzés csupán a megfogalmazás eredetét és a szerzői jogokat jelzi, nem szolgál a cikkben szereplő információk forrásmegjelöléseként.